# Кастхофер, Карл Альбрехт
Карл Альбрехт Кастхофер (нем. Karl Albrecht Kasthofer; 26 октября 1777, Берн — 22 января 1853, там же) — швейцарский лесовод.
Изучив на практике лесное хозяйство, после окончания университетского образования он занял место лесничего возле Интерлакена, где в Унтерзее устроил частную лесную школу. Затем поступил на государственную службу — окружным форстмейстером в Берне (1832—1844). 
Результаты основательного изученного им альпийского лесного хозяйства изложил в сочинении Bemerkungen über die Wälder und Alpen des Bernierischen Hochgebirgs (1818; 2-е изд. 1822) и популярных сочинениях для народа: Der Lehrer im Walde (1828—1829; под этим названием Кастгофер издавал в 1836 году и «Лесной журнал») и Kurzer und gemeinfasslicher Unterricht in der Naturgeschichte der nützlichsten einheimischen Waldbaüme etc. (1847).